# Прапор Каракаса
Пра́пор Каракаса — офіційний символ Каракаса, столиці Венесуели.

## Опис
Прапор є прямокутним полотнищем, забарвленим червоним кольором. В центрі полотнища розміщено зображення сучасного герба столиці.